# Eloeophila czernyi
Eloeophila czernyi är en tvåvingeart som först beskrevs av Gabriel Strobl 1909.  Eloeophila czernyi ingår i släktet Eloeophila och familjen småharkrankar. Inga underarter finns listade i Catalogue of Life.